# Pasta e fagioli
Pasta e fagioli è un piatto tipico italiano di cui esistono diverse varianti regionali.

## Descrizione
Gli ingredienti possono tipicamente comprendere: pasta corta, pasta lunga spezzata, pasta mista, fagioli, aglio, brodo, lardo, olio, sedano e, a seconda delle varianti, salvia, rosmarino, timo, prezzemolo, maggiorana, pepe, pomodoro, prosciutto (una volta solitamente crudo tipico della tradizione contadina) o pancetta oppure la cotenna del maiale (avanzata dal taglio del prosciutto o della pancetta, come da tradizione contadina "del maiale non si spreca niente").
La regione di origine è incerta, essendo considerato un piatto tipico della cucina di varie regioni italiane, ad esempio: Calabria, Lazio, Campania, Toscana.

## Versioni

### Nella cucina napoletana
Nella cucina napoletana la pasta viene cotta direttamente assieme ai legumi. Grazie a questo particolare sistema di cottura l'amido presente nella pasta viene conservato. Questo conferisce alla preparazione un aspetto particolarmente cremoso che in napoletano viene definita "azzeccosa". Frequente è anche l'uso di consumare la pasta e fagioli il giorno successivo alla preparazione, data la sua ottima conservabilità. Inoltre la pasta e fagioli presenta nella cucina napoletana anche alcune varianti, sia per quanto riguarda il formato di pasta predefinito, che per quanto attiene alla presenza del pomodoro che in alcune ricette è assente. Molto popolare è anche l'uso delle cotiche o delle cozze nella pasta e fagioli.

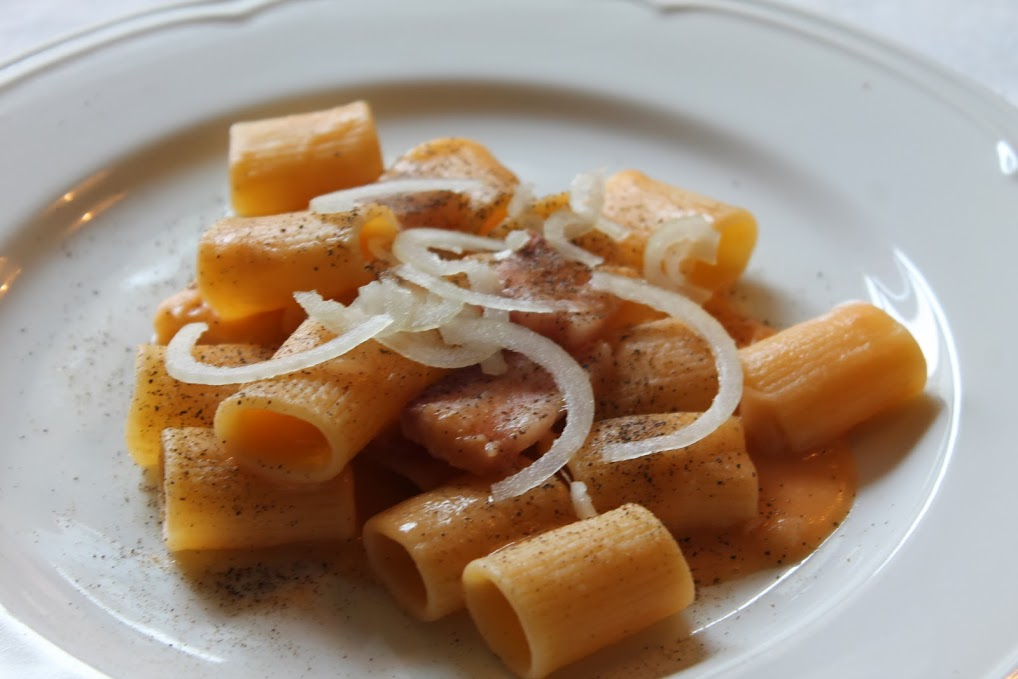
Mezze maniche mischiate con cipolla

### Nella valle Latina
L'usanza di cuocere la pasta insieme ai fagioli è antichissima, tipica della valle Latina. Pasta e fagioli viene preparata con le sagne, una sorta di tagliatelle corte di acqua e farina fresche; vengono messe a cuocere con fagioli cannellini e un soffritto generalmente di sedano, aglio, rosmarino e occasionalmente guanciale in olio d'oliva. I cannellini ripassati con lo stesso soffritto, ma senza pasta, possono essere versati su fette di pane raffermo per ricavarne una zuppa; in questo caso si aggiunge ai fagioli anche della cicoria.